# Домблан
Домблан (фр. Domblans) насеље је и општина у источној Француској у региону Франш-Конте, у департману Јура која припада префектури Лон ле Соније.
По подацима из 2011. године у општини је живело 920 становника, а густина насељености је износила 91,91 становника/km². Општина се простире на површини од 10,01 km². Налази се на средњој надморској висини од 254 метара (максималној 405 m, а минималној 234 m).

## Демографија
| 1962. | 1968. | 1975. | 1982. | 1990. | 1999. | 2011. |
| ----- | ----- | ----- | ----- | ----- | ----- | ----- |
| 513   | 525   | 615   | 726   | 733   | 836   | 920   |

График промене броја становника у току последњих година